# Archivo Filoctetes
Archivo Filoctetes es un proyecto archivístico que documenta la intervención urbana Proyecto Filoctetes.

## Antecedentes
Durante la crisis socioeconómica en Argentina durante 2001, el artista de teatro y performance Emilio García Wehbi comienza a desarrollar Proyecto Filoctetes, tomando el cambiante paisaje urbano de esos años y la creciente cantidad de personas en situación de calle. En ese contexto, García Wehbi busca investigar el vínculo entre los transeúntes y los cuerpos tirados en la calle. Si bien el artista toma como punto de partida la situación social de Buenos Aires y el proyecto fue pensado para esa ciudad, Filoctetes terminaría estrenándose en Viena para recién luego realizarse en Argentina. Además de estas dos ciudad, también se realizó en Berlín en 2004 y Cracovia en 2007. En Argentina se llevó a cabo junto al Centro Cultural Ricardo Rojas y sus estudiantes, y contó con la colaboración del sociólogo Horacio González, la crítica de arte María Teresa Constantin y el escritor Luis Cano. Más allá de que gran parte del trabajo haya sido analizar situaciones de la calle, el proyecto no pretendió ser un estudio sociológico. Al respecto, así lo definía el artista:

No pretendo emitir ningún juicio de valor. Desde la estética sólo puedo plantear interrogantes. La idea es forzar una disrupción para indagarnos e indagarme. Busco provocar, pero no como un acto de violencia sino como una interrogación a una normalidad sospechosa. Sé que es una experiencia difícil de asir, taimada, que se disfraza casi con la ropa del enemigo: la acción de la intervención se mimetiza con el objeto de interés estético para poder actuar.
Emilio García Wehbi

## Archivo Filoctetes
Casi 20 años después del desarrollo de Proyecto Filoctetes y del estallido social que lo inspiró, la actriz y curadora Maricel Álvarez desarrolla Archivo Filoctetes durante 2020, en busca revivir la intervención urbana realizada por García Wehbi para volver a interrogar los modos de habitar la ciudad. El Archivo del documenta las intervenciones urbanas llevadas por Proyecto Filoctetes en todas las ciudades recorridas y exhibe un registro fotográfico y audiovisual.
Archivo Filoctetes se propone no solo revisitar la intervención realizada a partir de 2002, sino también ser un espacio de reflexión sobre la labor archivista, ya que mantiene un espacio de producción de pensamiento sobre arte contemporáneo.